# Conferencia de Calais (1917)
La Conferencia de Calais de 1917 fue un encuentro al más alto nivel entre Francia y Reino Unido. Celebrada en la costa francesa el 26 de febrero de 1917, lo que en principio era una reunión sobre logística ferroviaria para una próxima ofensiva aliada en primavera se convirtió en un acto fallido que pretendía poner en marcha un plan para subordinar las fuerzas británicas bajo el mando de los generales franceses. El primer ministro británico David Lloyd George, impulsor de la propuesta, intentó que el gabinete de guerra británico la aprobara antes de la conferencia y sin el conocimiento de sus generales. En efecto, al conocer la iniciativa durante el encuentro de Calais, los generales Douglas Haig y William Robertson se reunieron con David Lloyd George y amenazaron con dimitir en lugar de implementar la propuesta. Esto llevó a una inesperada disyuntiva, o se renunciaba a la soberanía británica o se abría la puerta a una desconfianza creciente con los aliados franceses. La falta de preparación de la conferencia provocó el retraso de la llegada del mando unificado aliado hasta la primavera de 1918, cuando la exitosa ofensiva de primavera alemana lo hizo inaplazable. 

## Contexto

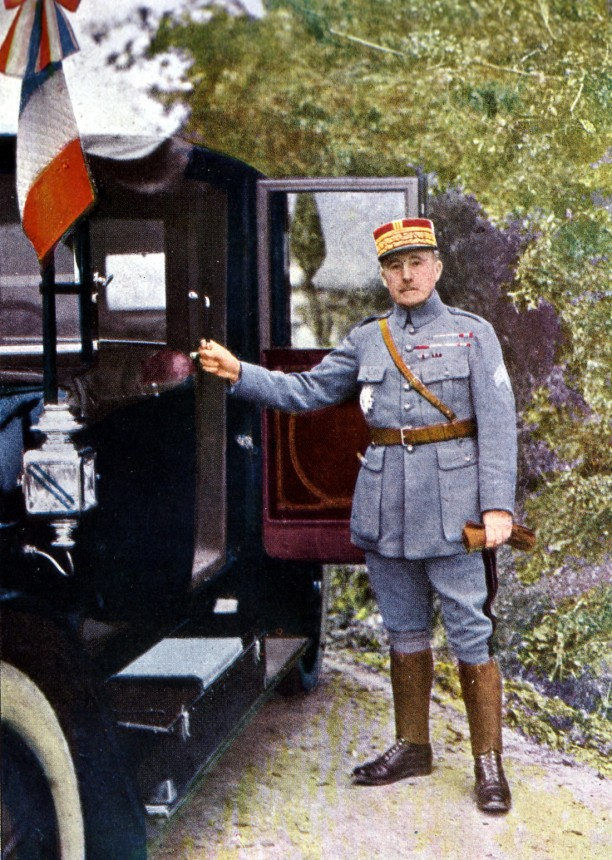
General Nivelle en 1916.

La Conferencia de Calais contó con figuras políticas destacadas de ambos países. Se celebró el 26 de febrero de 1917 para resolver problemas en la coordinación de la logística ferroviaria entre los dos ejércitos aliados en el período previo a una ofensiva de primavera. Sin embargo, el primer ministro británico David Lloyd George tenía la intención de aprovechar la oportunidad para intentar resolver lo que consideraba una falta de cooperación entre los dos ejércitos. El general francés Robert Nivelle lo convenció de la necesidad de esto durante su visita a Londres en diciembre de 1916. En efecto, Robert Nivelle consideraba que las ofensivas del mariscal de campo británico Douglas Haig de 1916, entre otras la batalla del Somme, fueron fallidas debido a la descoordinación de los mandos. Por tal motivo, defendía que era necesario reunir a ambos ejércitos bajo una única estructura de mando.  Lloyd George, que dudaba de la competencia de Haig, estuvo de acuerdo con esta opinión y puso en marcha planes para poner al ejército británico bajo el mando de un comandante superior francés.   En 1916, el primer ministro británico había sondeado al general francés Ferdinand Foch en busca de opiniones críticas sobre Haig y su superior, el mariscal de campo John French.  Lloyd George dispuso que el gabinete de guerra se reuniera sin estar presente el asesor militar del gobierno, sir William Robertson, un hombre próximo a Haig, y la propuesta fue aceptada.  El secretario del gabinete, Maurice Hankey, recordó que los planes "me dejaron sin aliento". 

## Conferencia
A la conferencia asistieron Lloyd George, Haig, Robertson, Nivelle, el primer ministro francés Aristide Briand y el ministro de Guerra francés Hubert Lyautey.  Los encargados de la logística ferroviaria asistieron a la primera parte de la reunión, pero fueron rápidamente despedidos para permitir que las conversaciones giraran hacia la cuestión del mando.  Justo antes de la conferencia, Lloyd George había conversado en privado media hora con Briand para convencerlo de que la Fuerza Expedicionaria Británica (BEF, el ejército británico en Francia y Bélgica) quedara bajo mando francés.  Nivelle había sido instruido para criticar abiertamente a Haig durante la conferencia por su presunta falta de iniciativa en las actuaciones anteriores, lo que brindó a Lloyd George una oportunidad para solicitar que Nivelle redactara propuestas esa misma noche para mejorar la situación. El plan de Nivelle habría puesto el control operativo, administrativo y de suministro de la BEF bajo mando francés a partir del 1 de marzo. No habría ningún enlace directo entre los comandantes británicos y su gobierno, y todas las comunicaciones se realizarían a través del comandante en jefe francés.  Haig habría sido efectivamente suplantado como comandante de las fuerzas británicas por un jefe de Estado mayor británico que reportaría a Nivelle.  Su papel se habría reducido al de seguir las órdenes de su superior y administrar la disciplina del ejército que, por motivos legales, debía permanecer en manos británicas. Se dice que la sorprendente revelación dejó a Haig sin palabras y a Robertson mostrando signos de tener un ataque.  Al concluir la reunión, Haig firmó el acta con la advertencia "firmada por mí como una declaración correcta pero no como una aprobación del acuerdo". 

## Efectos

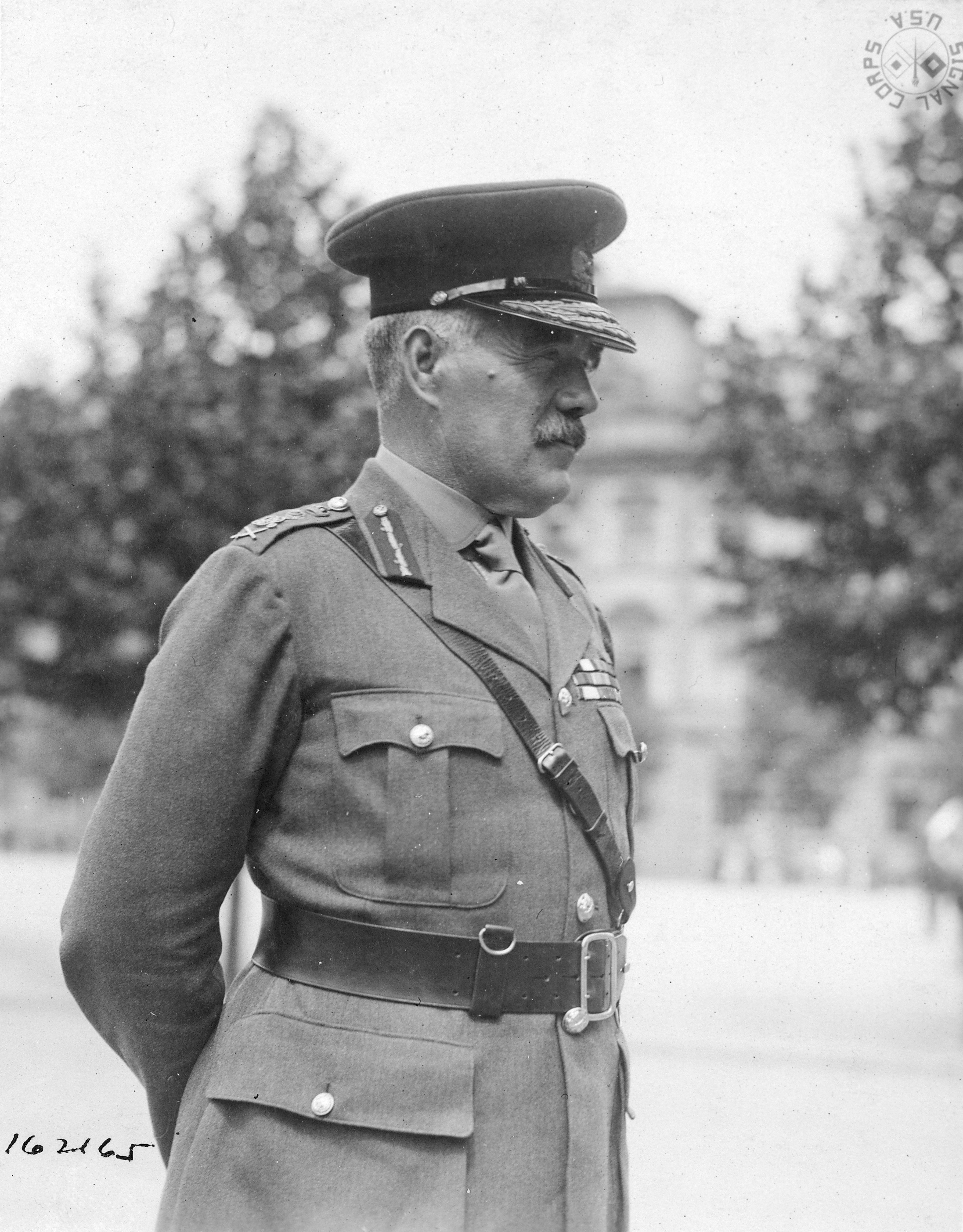
General Robertson

A la mañana siguiente, Lloyd George se reunió con Haig y Robertson. Les reveló que conocía los planes de antemano y que ya habían sido aprobados por el gabinete de guerra. Lloyd George ordenó a los generales que elaboraran un plan para implementar las propuestas al día siguiente.  Haig y Robertson afirmaron que la propuesta sería una humillación para el ejército británico y declararon que preferirían ser sometidos a un consejo de guerra por desobedecer órdenes en lugar de implementarlas. Los dos hombres amenazaron con dimitir, lo que provocó que Lloyd George diera marcha atrás y renegara del acuerdo.  Ese mismo día, Robertson pidió explicaciones a Nivelle sobre los planes. Nivelle afirmó haberse sorprendido de que Lloyd George no hubiera consultado previamente con los generales británicos. 
Una conferencia de seguimiento en Londres condujo al acuerdo de una versión suavizada de las propuestas con las tropas británicas solo para seguir las órdenes de sus propios comandantes y para que todas las comunicaciones de las fuerzas francesas llegaran a través de Haig. Haig también tendría plena libertad sobre cómo implementar cualquier orden de los franceses y tendría derecho a apelar al gobierno británico si no estaba de acuerdo con ellas. El acuerdo expiraría al concluir la ofensiva de primavera.  El enfoque directo adoptado durante la Conferencia de Calais generó una desconfianza significativa entre los generales y políticos británicos y tensó su relación de trabajo hasta el punto de romperse.  El evento provocó importantes reveses en la implementación de un comando unificado para las fuerzas aliadas en el frente occidental. Este sistema, con el general Foch nombrado generalísimo (comandante en jefe) de las fuerzas aliadas, finalmente se implementó como respuesta a los importantes avances alemanes durante la Ofensiva de Primavera de 1918. 